# Metabiantes
Genre
Synonymes
- Spinibiantes Roewer, 1915
- Biantiplus Lawrence, 1949

Metabiantes est un genre d'opilions laniatores de la famille des Biantidae.

## Distribution
Les espèces de ce genre se rencontrent en Afrique subsaharienne.

## Liste des espèces
Selon World Catalogue of Opiliones (11/10/2021) :
- Metabiantes armatus Lawrence, 1962
- Metabiantes barbertonensis Lawrence, 1963
- Metabiantes basutoanus Kauri, 1961
- Metabiantes cataracticus Kauri, 1961
- Metabiantes convexus Roewer, 1949
- Metabiantes filipes (Roewer, 1912)
- Metabiantes flavus Lawrence, 1949
- Metabiantes hanstroemi Kauri, 1961
- Metabiantes incertus Kauri, 1961
- Metabiantes insulanus (Roewer, 1949)
- Metabiantes jeanneli (Roewer, 1913)
- Metabiantes kakololius Kauri, 1985
- Metabiantes kosibaiensis Kauri, 1961
- Metabiantes lawrencei Staręga, 1992
- Metabiantes leighi (Pocock, 1903)
- Metabiantes litoralis Kauri, 1961
- Metabiantes longipes Kauri, 1985
- Metabiantes machadoi Lawrence, 1957
- Metabiantes meraculus (Loman, 1898)
- Metabiantes minutus Kauri, 1985
- Metabiantes montanus Kauri, 1985
- Metabiantes obscurus Kauri, 1961
- Metabiantes parvulus Kauri, 1985
- Metabiantes perustus Lawrence, 1963
- Metabiantes pumilio Roewer, 1927
- Metabiantes punctatus (Sørensen, 1910)
- Metabiantes pusulosus (Loman, 1898)
- Metabiantes rudebecki Kauri, 1961
- Metabiantes stanleyi Kauri, 1985
- Metabiantes submontanus Kauri, 1985
- Metabiantes teres Lawrence, 1963
- Metabiantes teretipes Lawrence, 1962
- Metabiantes traegardhi Kauri, 1961
- Metabiantes trifasciatus Roewer, 1915
- Metabiantes ulindinus Kauri, 1985
- Metabiantes unicolor (Roewer, 1912)
- Metabiantes urbanus Kauri, 1961
- Metabiantes varius Kauri, 1961
- Metabiantes zuluanus Lawrence, 1937
- Metabiantes zuurbergianus Kauri, 1961

## Publication originale
- Roewer, 1915 : « 106 neue Opilioniden. » Archiv für Naturgeschichte, vol. 81, no 3, p. 1–152 (texte intégral).